# Viktória-tó (Ausztrália)
A Viktória-tó (angolul Lake Victoria) Ausztrália Új-Dél-Wales államának délnyugati csücskében helyezkedik el, a Murray folyó közelében. A Frenchmans Creek, a Murray egyik ága táplálja, a Darling folyó torkolata alatt (a 9-es zsilip felett), és vize a Murray-be folyik vissza (a 7-es zsilip alatt) a Rufus folyón keresztül. A tavat az 1920-as évek végén hozták létre viztárolónak, amelyből egyenletesen adagolják a vizet Dél-Ausztrália államba.
Bár a tó maga Új-Dél-Wales-ben van, Dél-Ausztrália vízügyi hatósága, az SA Water igazgatja.

## Külső hivatkozás
- Murray-Darling Basin Commission: Lake Victoria